# Спрінг-Сіті (Юта)
Спрінг-Сіті (англ. Spring City) — місто (англ. city) в США, в окрузі Санпіт штату Юта. Населення — 949 осіб (2020).

## Географія
Спрінг-Сіті розташований за координатами 39°28′48″ пн. ш. 111°29′30″ зх. д. / 39.48000° пн. ш. 111.49167° зх. д. (39.479951, -111.491636).  За даними Бюро перепису населення США в 2010 році місто мало площу 3,44 км², уся площа — суходіл. В 2017 році площа становила 3,66 км², уся площа — суходіл.

## Демографія
Згідно з переписом 2010 року, у місті мешкало 988 осіб у 327 домогосподарствах у складі 261 родини. Густота населення становила 287 осіб/км².  Було 399 помешкань (116/км²).
Расовий склад населення:
| - 93,4 % — білих - 1,1 % — корінних американців - 0,5 % — вихідців з тихоокеанських островів - 0,4 % — чорних або афроамериканців - 0,2 % — азіатів - 3,7 % — осіб інших рас |

До двох чи більше рас належало 0,6 %. Частка іспаномовних становила 6,8 % від усіх жителів.
За віковим діапазоном населення розподілялося таким чином: 31,7 % — особи молодші 18 років, 53,0 % — особи у віці 18—64 років, 15,3 % — особи у віці 65 років та старші. Медіана віку мешканця становила 34,5 року. На 100 осіб жіночої статі у місті припадало 101,6 чоловіків;  на 100 жінок у віці від 18 років та старших — 94,5 чоловіків також старших 18 років.
Середній дохід на одне домашнє господарство  становив 59 914 долари США (медіана — 52 685), а середній дохід на одну сім'ю — 63 551 долар (медіана — 53 500). За межею бідності перебувало 15,9 % осіб, у тому числі 32,7 % дітей у віці до 18 років та 2,1 % осіб у віці 65 років та старших.
Цивільне працевлаштоване населення становило 323 особи. Основні галузі зайнятості: освіта, охорона здоров'я та соціальна допомога — 28,8 %, виробництво — 14,9 %, будівництво — 14,2 %.